# Djupdalsåsen
Djupdalsåsen est une localité du comté de Nordland, en Norvège.

## Géographie
Administrativement, Djupdalsåsen fait partie de la kommune de Ballangen.